# ۱۰ (قمری)
۱۰ (قمری)، دهمین سال در گاهشماری هجری قمری است. اول محرم این سال برابر با دوازدهم آوریل سال ۶۳۱ میلادی است.

## رویدادها
- ۲۵ ذی‌القعده: حجةالوداع آخرین حج پیامبر اسلام.
- ۱۸ ذیحجه: رویداد غدیر خم در نزدیکی مکه.

## مناسبت‌ها
- ۱۸ ذیحجه: عید غدیر خم توسط شیعیان

## زادگان
- ۲۵ ذیقعده: محمد بن ابوبکر از یاران علی بن ابی‌طالب
- کثیر بن عباس، پسرعموی پیامبر اسلام

## درگذشتگان
- ۲۸ شوال - ابراهیم بن محمد، پسر پیامبر اسلام
- باذان، پسر ساسان فرماندار یمن

## وابسته
- محمد
- ریحانه دختر زید قرظی